# Simon Wingfield Digby
Kenelm Simon Digby Wingfield Digby (13 de fevereiro de 1910 - 22 de março de 1998) foi um político conservador britânico.
Ele foi eleito Membro do Parlamento (MP) por West Dorset numa eleição suplementar em junho de 1941, e ocupou a cadeira até à sua aposentadoria nas eleições gerais de fevereiro de 1974.